# Paranthrene robiniae
Paranthrene robiniae là một loài bướm đêm thuộc họ Sesiidae. Nó được tìm thấy ở biển level to gần the timber line từ Alaska southward dọc theo Thái Bình Dương Coast tới miền nam California và throughout Dãy núi Rocky vào sa mạc tây nam và viễn đông Kansas và North Dakota.

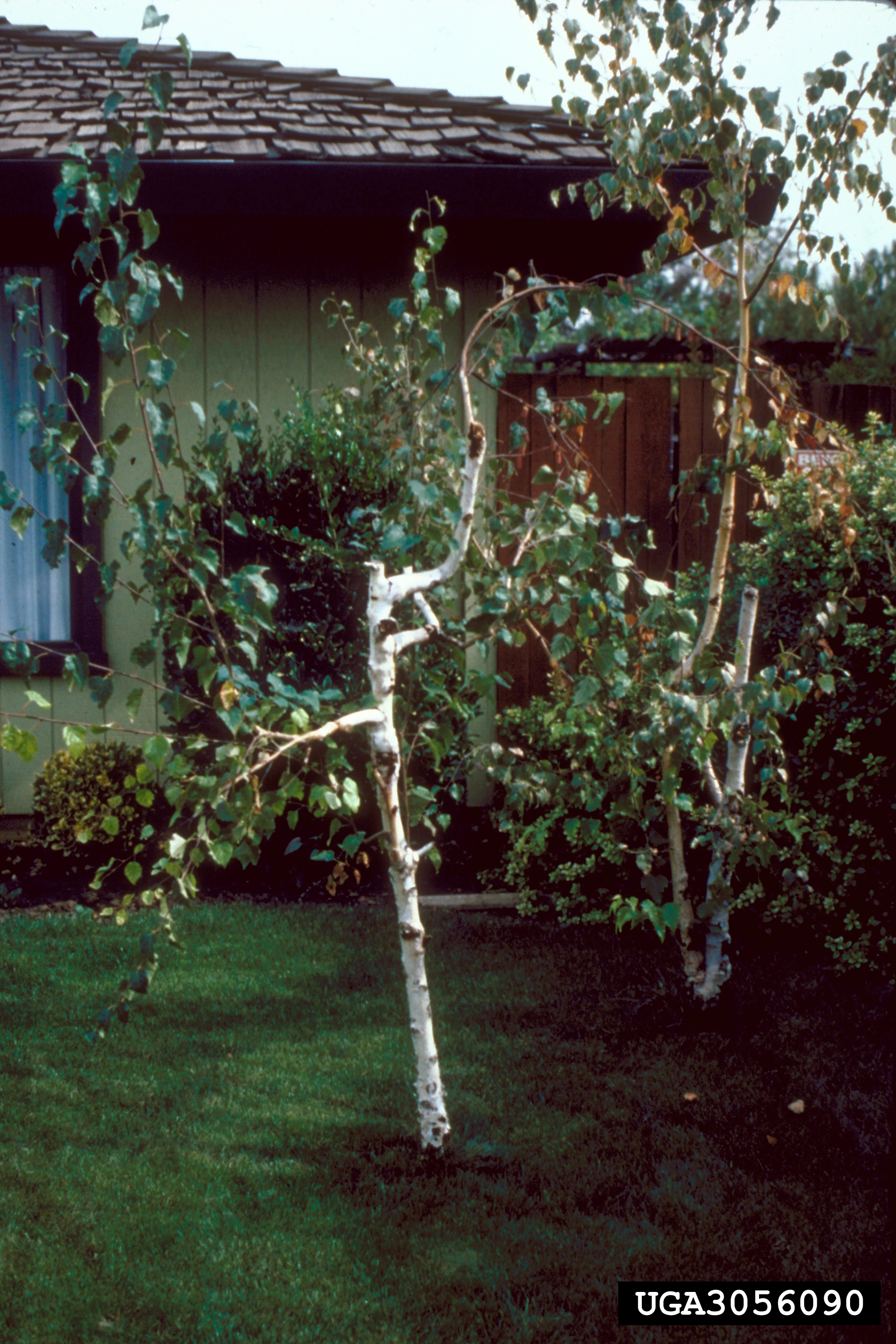
Damage

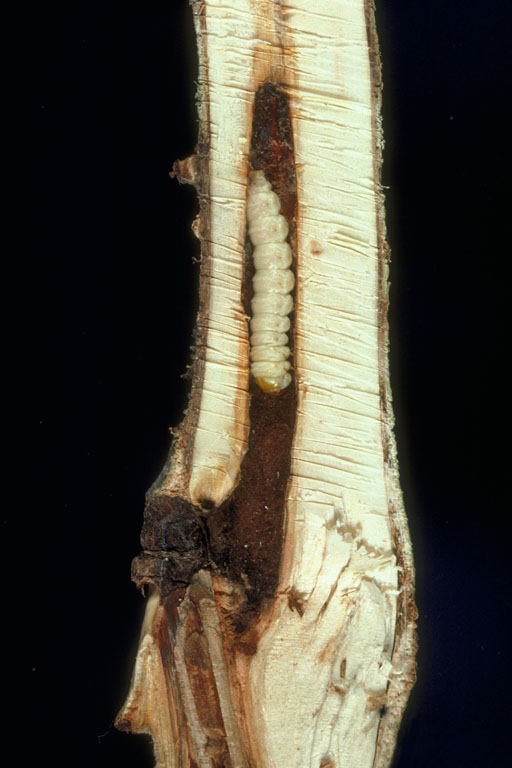
Ấu trùng

Sải cánh dài 23–30 mm đối với con đực và 30–36 mm đối với con cái. 

## Hình ảnh

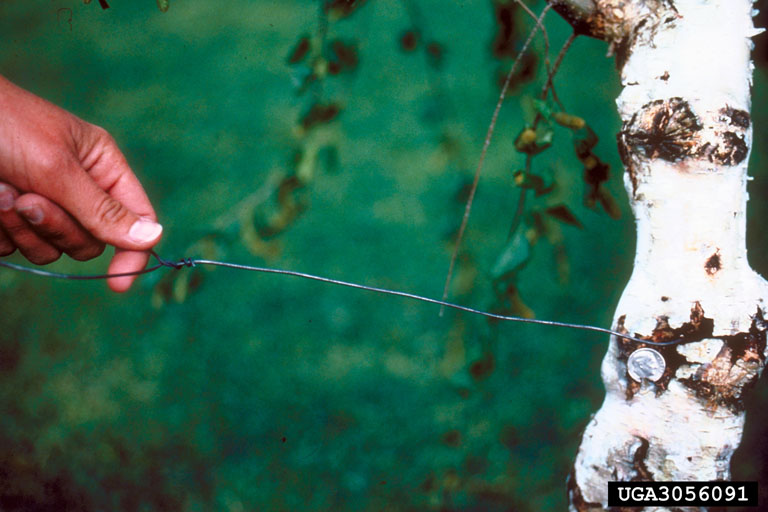
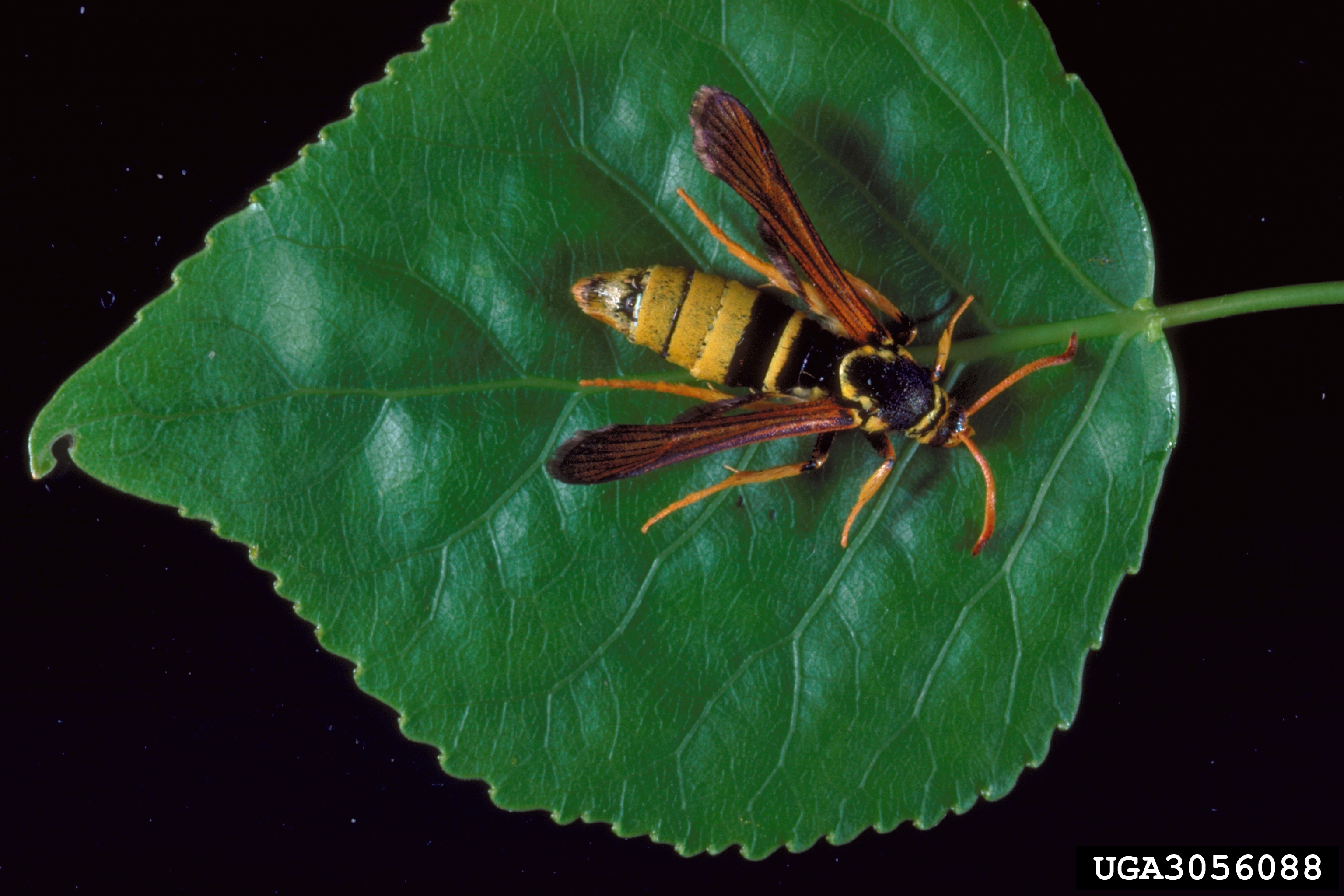